# الماس شکست‌ناپذیر
الماس شکست‌ناپذیر (ダイヤモンドは砕けない Daiyamondo wa Kudakenai, sometimes translated as Diamond Is Not Crash) چهارمین قوس داستانی مجموعه مانگای ژاپنی ماجراجویی عجیب و غریب جوجو است، توسط هیروهیکو آراکی نوشته و تصویرگری شده است. این مجموعه از ۱۹۹۲ تا ۱۹۹۵ در هفته‌نامه شونن جامپ سریال‌سازی شد با ۱۷۴ فصل در هجده جلد تانکوبون جمع‌آوری شده است. در انتشار اصلی آن، عنوان آن ماجراجویی عجیب و غریب جوجو بخش ۴: جوسکه هیگاشکاتا بود. شخصیت اصلی این پارت جوسکه هیگاشکاتا نام دارد  قبل از آن صلیبیون گردستاره‌ای و پس از آن وزش طلایی قرار داشت.
اراکی کمان و پیکان را در این قوس معرفی کرد که باعث می‌شود شخصیت‌های سوراخ شده با آن توانایی استند را پیدا کنند. این در ابتدای قسمت ۳ در دی‌یو استفاده شد، که نه تنها به او یک استند داد بلکه باعث ایجاد توسعه استند نیز در دودمان جوستا شد. این قوس توسط دیوید پروداکشن، ماجراجویی عجیب و غریب جوجو: الماس شکست‌ناپذیر، که در آوریل ۲۰۱۶ آغاز شد، به یک مجموعه تلویزیونی انیمه تبدیل شد. اقتباسی از فیلم‌های اکشن زنده توسط توهو و برادران وارنر با عنوان ماجراجویی عجیب و غریب جوجو: الماس شکست‌ناپذیر فصل اول در ۴ اوت ۲۰۱۷ اکران شد. ویز مدیا مجوز مانگا را صادر کرده و انتشار آن را به زبان انگلیسی در ۷ مه ۲۰۱۹ در قالب تدوین‌شده آغاز کرد.

## یادداشت
1. ↑  JoJo's Bizarre Adventure Part 4: Jōsuke Higashikata (ジョジョの奇妙な冒険 第۴部 東方仗助 JoJo no Kimyō na Bōken Dai Yon Bu: Higashikata Jōsuke؟)